# Google Nexus Galaxy
Google Nexus Galaxy - este un smartphone pe baza sistemului de operare Android, proiectat în colaborare de companiile Google și Samsung. Nexus Galaxy este o continuare a seriei de smartphonuri Nexus în care mai intră Nexus One și Nexus S.
Smartphonul a fost prezentat pe 19 octombrie 2011. A fost lansat în vânzare pe 17 noiembrie 2011 în Marea Britanie, 15 decembrie în SUA, 23 decembrie în Rusia.

## Aviz
Inițial companiile Google și Samsung Electronics planificau să-și prezinte noul smartphone și noul sistem de operare Android 4.0 pe 11 octombrie 2011, însă din cauza decesului lui Steve Jobs evenimentul a fost amânat.
Telefonul a fost prezentat pe 19 octombrie 2011 în Hong-Kong. Prezentarea a fost realizată de reprezentanții ambelor companii, o atenție deosebită a fost acordată sistemului de operare Android 4.0 pe baza căruia lucrează smartphoneul.

## Caracteristici tehnice
Nexus Galaxy e dotat cu un ecran de 4,65 inchi de tip HD Super AMOLED, construit pe baza tehnologiei PenTile, cu o rezoluție 1280×720 pixeli cu o sticlă de protecție concavă (la fel ca și la Nexus S). Telefonul mai este dotat cu un procesor dual core cu o frecvență 1,2 GHz de tip Ti OMAP 4460 (ARM Cortex-A9) cu cip grafic PowerVR SGX540, RAM 1GB, baterie 1750 mAh (la modelele 4G 1850 mAh), cameră frontală de 1.3 MP și cameră de bază capabilă de a înregistra video în format 1080p, 4G, Wi-Fi a/b/g/n, Bluetooth, GPS, Barometru, Busolă, NFC și 16 sau 32 GB memorie internă. Telefonul nu dispune de butoane mecanice având doar butoane cu senzor.